# Cyclocephala mutata
Cyclocephala mutata är en skalbaggsart som beskrevs av Edgar von Harold 1869. Cyclocephala mutata ingår i släktet Cyclocephala och familjen Dynastidae. Inga underarter finns listade i Catalogue of Life.